# Duck Sauce
Duck Sauce (transkr. Dak sos) saradnja je izmedu di-džeja Armanda van Heldena i A-TRAK-a, koju je potpisao Fool's Gold record label. Njihove prve numere nazivaju se Anyway i You're Nasty. Njihov EP Greatest Hits izdat je septembra 2009.
Najnovijija disko numera Barbra Streisand prvi put je puštena na Miami Winter Music Conference-u 2010. godine, a trenutno uživa podršku jakih di-džej radio-stanica širom Velike Britanije.